# Vilém Jersák
Vilém Jersák (8. prosince 1919 – 29. listopadu 1994) byl český baptistický kazatel a politický vězeň.
Působil jako baptistický kazatel v Chebu a Ostravě. V roce 1952 byl zatčen a patnáct měsíců byl vězněn; následně mu několik let nebyl udělen státní souhlas k výkonu kazatelské služby.